# Борщівська сільська рада (Лановецький район)
Борщі́вська сільська́ ра́да — адміністративно-територіальна одиниця та орган місцевого самоврядування в Лановецькому районі Тернопільської області. Адміністративний центр — село Борщівка.

## Загальні відомості
- Територія ради: 1,56 км²
- Населення ради: 1 197 осіб (станом на 2001 рік)
- Територією ради протікає річка Горинь

## Населені пункти
Сільській раді були підпорядковані населені пункти:
- с. Борщівка

## Склад ради
Рада складалася з 16 депутатів та голови.
- Голова ради: Рейда Яків Васильович

### Керівний склад попередніх скликань
| Прізвище, ім'я, по батькові | Основні відомості                                                             | Дата обрання | Дата звільнення |
| --------------------------- | ----------------------------------------------------------------------------- | ------------ | --------------- |
| Бачерікова Надія Павлівна   | Сільський голова, 1956 року народження                                        | 26.03.2006   | 31.10.2010      |
| Рейда Яків Васильович       | Сільський голова, 1957 року народження, освіта середня загальна, безпартійний | 31.10.2010   |                 |

Примітка: таблиця складена за даними сайту Верховної Ради України

### Депутати
За результатами місцевих виборів 2010 року депутатами ради стали:

#### За суб'єктами висування
| Суб'єкт висування                                       | Кількість обраних депутатів | %  |
| ------------------------------------------------------- | --------------------------- | -- |
| Політична партія Всеукраїнське об'єднання «Батьківщина» | 8                           | 50 |
| Самовисування                                           | 8                           | 50 |

#### За округами
| № округу                                                | Прізвище, ім'я, по батькові       | Дата визнання обраним | Освіта             | Партійна приналежність | Відомості про обраного депутата                                                      |
| ------------------------------------------------------- | --------------------------------- | --------------------- | ------------------ | ---------------------- | ------------------------------------------------------------------------------------ |
| Політична партія Всеукраїнське об'єднання «Батьківщина» |                                   |                       |                    |                        |                                                                                      |
| 1                                                       | Негода Михайло Іванович           | 02.11.2010            | середня спеціальна | позапартійний          | Агрофірма «Горинь», заготовувач молока                                               |
| 2                                                       | Негода Надія Іванівна             | 02.11.2010            | вища               | позапартійна           | Борщівська сільська рада, головний бухгалтер                                         |
| 3                                                       | Табас Тамара Іванівна             | 02.11.2010            | вища               | позапартійна           | Борщівська сільська рада, інспектор по землеустрою                                   |
| 4                                                       | Шустак Іван Іванович              | 02.11.2010            | вища               | позапартійний          | Тернопільський НУ ім. В. Гнатюка, лаборант                                           |
| 5                                                       | Лахманюк Олександр Володимирович  | 02.11.2010            | вища               | позапартійний          | тимчасово не працює                                                                  |
| 6                                                       | Горошко Михайло Петрович          | 02.11.2010            | вища               | позапартійний          | Борщівська загальноосвітня школа І-ІІІ ст. ім. Я. Горошка, вчитель фізичної культури |
| 7                                                       | Вечоринський Володимир Сергійович | 02.11.2010            | вища               | позапартійний          | тимчасово не працює                                                                  |
| 11                                                      | Гривас Надія Михайлівна           | 02.11.2010            | вища               | позапартійна           | Борщівська загальноосвітня школа І-ІІІ ст. ім. Я. Горошка, соціальний педагог        |
| Самовисування                                           |                                   |                       |                    |                        |                                                                                      |
| 8                                                       | Опалько Андрій Романович          | 21.10.2012            | середня            | позапартійний          | Луцький політехнічний інститут, студент                                              |
| 9                                                       | Венгер Олександр Миколайович      | 22.09.2013            | середня спеціальна | позапартійний          | тимчасово не працює                                                                  |
| 10                                                      | Кіндрат Марія Петрівна            | 02.11.2010            | середня спеціальна | позапартійна           |                                                                                      |
| 12                                                      | Вечоринська Оксана Володимирівна  | 02.11.2010            | середня            | позапартійна           | Борщівська загальноосвітня школа І-ІІІ ст. ім. Я. Горошка, кухар                     |
| 13                                                      | Самійленко Микола Степанович      | 02.11.2010            | середня спеціальна | позапартійний          | пенсіонер                                                                            |
| 14                                                      | Федоришин Марія Іванівна          | 02.11.2010            | середня спеціальна | позапартійна           |                                                                                      |
| 15                                                      | Гривас Олександр Борисович        | 21.10.2012            | середня спеціальна | позапартійний          | ТОВ «Інтеграл», інженер                                                              |
| 16                                                      | Старук Ніна Миколаївна            | 02.11.2010            | вища               | позапартійна           | Лановецьке відділення НАСК ""Оранта, страховий агент                                 |